# Peter van Vossen
Peter Jacobus van Vossen (Zierikzee, 21 aprile 1968) è un allenatore di calcio ed ex calciatore olandese, di ruolo attaccante.

## Carriera

### Club
Ha iniziato la carriera nel Beveren, in Belgio, con cui ha giocato fino al 1992. Dopo una stagione all'Anderlecht, è tornato nei Paesi Bassi, all'Ajax. Con i lancieri, van Vossen ha vinto la Champions League 1994-1995. Al termine dell'esperienza con la squadra di Amsterdam, si è trasferito in Turchia, all'İstanbulspor, per cui ha giocato un solo campionato.
Al termine del campionato turco 1995-1996, è stato ingaggiato dai Rangers, in Scozia. All'İstanbulspor è andato, come contropartita, Oleg Salenko. L'esperienza con i Rangers, comunque, è stata piuttosto negativa. Due anni dopo, infatti, è stato ceduto al Feyenoord Rotterdam, in cambio del connazionale Giovanni van Bronckhorst. In Scozia, è ricordato soprattutto per aver offerto una delle peggiori prestazioni all'interno di un Old Firm.
Dopo aver giocato per il Feyenoord, si è trasferito prima al De Graafschap e successivamente al Bennekom. Ha chiuso la carriera nel 2004, dopo aver militato nel Vitesse.

### Nazionale
Peter van Vossen ha vestito la maglia dei Paesi Bassi per trentuno volte nella sua carriera, mettendo a segno nove reti. Ha partecipato al campionato del mondo 1994 e al campionato d'Europa 2000.

## Palmarès

### Club

#### Competizioni nazionali
- Seconda divisione belga: 1

Beveren: 1990-1991
- Campionato belga: 1

Anderlecht: 1992-1993
- Supercoppa dei Paesi Bassi: 3

Ajax: 1993, 1994
Feyenoord: 1999
- Campionato olandese: 3

Ajax: 1993-1994, 1994-1995
Feyenoord: 1998-1999
- Campionato scozzese: 1

Rangers: 1996-1997
- Coppa di Lega scozzese: 1

Rangers: 1996-1997

#### Competizioni internazionali
- UEFA Champions League: 1

Ajax: 1994-1995